# 일본의 경영문화
일본의 경영문화는 일본의 일하는 철학이나 방식을 말한다. 여기에는 저스트 인 타임(Just in time), 카이젠, 전사적 품질 경영 등의 개념과 철학이 포함되었다.

## 비전
리차드 파스칼(Richard Pascale)과 앤서니 아토스(Anthony Athos)는 "The Art of Japan Management"(1981)에서 서구의 비즈니스 관행에는 "비전"이 부족하다고 제안했는데, 이는 "비전"이 "일본 경영의 핵심 구성 요소" 중 하나로 확인되었다. 양 교수는 '장기 비전 설정'을 '장기 계획'과 다른 과정이라고 말한다.